# Hubert Dahmen
Hubertus (Hubert) Dahmen (Amsterdam, 5 november 1812 – aldaar, 21 december 1837) was een Nederlands cellist.
Hubert Dahmen werd geboren in het gezin van fluitist Arnold Dahmen en Roelofje Antonia Lanzing. Zijn vader overleed al toen Hubert nog jong was (1829); Hubert zou later nog een deel van de opvoeding van jongere broers en zusters op zich nemen. Na zijn dood hield de schouwburg een liefdadigheidsavond om geld op te halen voor de weduwe, die nog een aantal niet kinderen thuis te verzorgen had: “Concert ter vereering der nagedachtenis van Hubertus Dahmen” (18 januari 1838). Een aantal werken werd toen uitgevoerd.
Hij kreeg zijn muzikale opleiding van zijn vader en was voorbestemd om ook fluitist te worden. Hij gaf echter aan dat daar zijn roeping niet lag; hij wilde de cello bespelen, alhoewel hij ook even viool heeft geprobeerd. Op de cello musiceerde hij in de orkesten van diverse schouwburgen, niet zelden als solocellist. Daarbij was hij orkestlid van onder meer De Fransche Opera in de Amsterdamsche schouwburg.
Hij wist ook nog circa vijfentwintig composities op papier te zetten, maar die behoren inmiddels tot het vergeten repertoire. Te noemen zijn een symfonie, een opera Azalaïs, zangstuk Frans Naerebout, concertstukken voor diverse blaasinstrumenten etc. Zijn laatste compositie van oktober 1837, een aria, werd op het liefdadigheidsconcert gezongen door Christine Stoetz. Voor zijn concertino voor klarinet en orkest ontving hij tien gouden dukaten van het Hoofdbestuur der Maatschappij der Toonkunst. De werken werden daarbij beoordeeld zonder dat de naam van de componist bekend was (mei 1837).
- Gemeinsame Normdatei: 1209552167
- Nederlandse Thesaurus van Auteursnamen: 38022755X
- Virtual International Authority File: 311820579
- WorldCat: E39PBJdx9CF4MHqfyYD3xCxdQq